# .tokyo
Tên miền tokyo là tên miền cấp cao nhất (TLD) của thành phố Tokyo trong Hệ thống phân giải tên miền của Internet. Vào ngày 13 tháng 11 năm 2013, ICANN và GMO Registry đã ký kết một thỏa thuận về việc đăng ký, theo đó GMO Registry sẽ vận hành tokyo TLD.
Giống như các tên miền cấp cao nhất khác, TLD tokyo có thể được đăng ký bởi những người sống bên ngoài Tokyo.
Ngoài tên miền .tokyo đại diện cho thành phố Tokyo thì còn hai tên miền khác là .nagoya và .yokohama lần lượt đại diện cho hai thành phố là Nagoya và Yokohama.